# Silvano Villanueva González
Blahoslavený Silvano Villanueva González, řeholním jménem Silvano María (6. února 1916, Huérmeces – 18. srpna 1936, Carabanchel Bajo), byl španělský římskokatolický klerik, řeholník Řádu karmelitánů a mučedník.

## Život
Narodil se 6. února 1916 v Huérmeces jako syn farmářů.
V časném věku se rozhodl vstoupit do řádu karmelitánů v Ondě a přijal jméno Silvano María. Ve stejnou dobu byl přijat do nižšího semináře ve Villarreal.
Když v červenci roku 1936 vypukla Španělská občanská válka a protikatolické pronásledování, on a dalších 7 kleriků cestovali do Kastilie. Na cestě je zajali milicionáři. Následně byli ubytováni v domě Paseo de las Delicias. Dne 18. srpna byli na hřbitově Carabanchel Bajo zastřeleni.
Jejich ostatky se nachází ve svatyni Nuestra Señora de El Henar v Cuéllar.

## Proces blahořečení
Po roce 1990 byl v arcidiecézi Madrid zahájen jeho beatifikační proces spolu s dalšími 24 mučedníky Kongregace školských bratří a Řádu karmelitánů. Dne 19. prosince 2011 uznal papež Benedikt XVI. mučednictví této skupiny řeholníků. Blahořečeni byli 13. října 2013 ve skupině 522 mučedníků španělské občanské války.